# 八杉贞利
八杉贞利（1876年9月16日—1966年2月26日），日本俄语研究者，东京外国语学校（现东京外国语大学）教授，日本俄语研究先驱。生于东京，1900年毕业于东京帝国大学文科大学语言学科。1901年赴俄罗斯彼得堡留学，师从博杜恩·德·库尔德内。1904年因日俄战争爆发回国。1903年还在俄罗斯留学时就任东京外国语学校教授，直至1937年退休。一直致力于俄语教学与研究，1951年创立“日本俄罗斯文学会”，担任第一任会长。
1935年，岩波书店印行了他编著的中型《露和辞典》（俄日辞典）。在这本辞典中，对于复杂的俄语语法问题，八杉贞利都作了很细致、科学化的整理，便于初学者学习。这本辞典出版后，很快便传到了中国。由于该辞典辞目丰富，编排科学，而在当时中国还没有类似的俄汉辞典，且这本辞典中的日语释义中有许多汉字可资辨认，使得许多中国人都借助这本《露和辞典》来学习俄语。翻译家孙绳武对此评价说，对学习俄文和从事俄语翻译工作的中国人来说，1930年代到1940年代可以称为“八杉贞利年代”。不过，由于辞典释义中的日语汉字并不都是汉语中的意思，所以不免令使用者产生一些误解。

## 中译本
- 《俄语初阶》，八杉贞利著；刘执之译，北京：生活·读书·新知三联书店，1950年8月。